# Anuradhápura
Anuradhápura (sinhálsky අනුරාධපුරය, tamilsky அனுராதபுரம்) je významné město na Srí Lance, jehož počátky sahají až do 4. století př. n. l.. Žije zde přibližně 63 tisíc obyvatel. Nachází se ve vnitrozemí ostrova, je administrativní centrum Středoseverní provincie. 

## Historie
Založeno bylo ve 4. století před Kristem a až do 11. století bylo hlavním městem stejnojmenného království. Anuradhápura byla hlavní intelektuální centrum raného Théravádského buddhismu, žili zde buhističtí filozofové včetně Buddhaghóšy. Historická část města, posvátná pro budhisty, přilehlé kláštery (viháry) a nejrůznější pozůstatky starověkých budov o souhrnné ploše 40 km² jsou v 21. století jednou z největších archeologických lokalit na Zemi. Od roku 1982 je Anurádhapura součástí světového dědictví UNESCO.

## Doprava
Město je napojeno na celostátní síť železnic a dálnic. Tzn. „Severní železniční trať“ zajišťuje spojení s městy Kolombo a Jápané. Ve městě zastavují např. vlaky Yal Devi a Uttara Devi. Vzhledem ke své lokalizaci v severo-centrální části ostrova je Anuradhápura křižovatkou několika dálnic - AA012, AA028, AA009, A20. Městem prochází řada autobusových linek mezi Kolombem a severem ostrova.

## Galerie

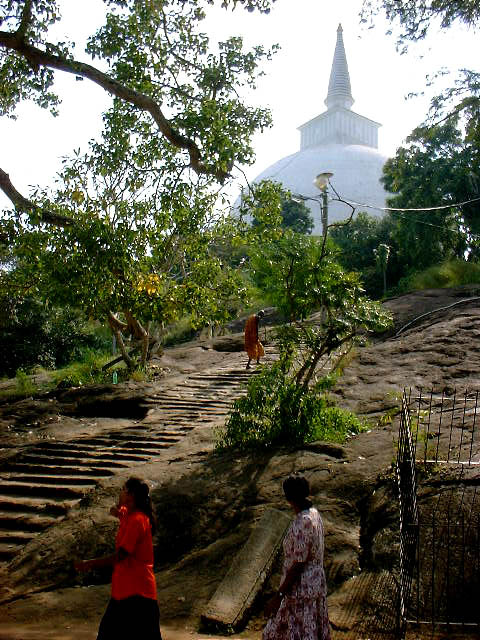
Vrch Mihintale poblíž města
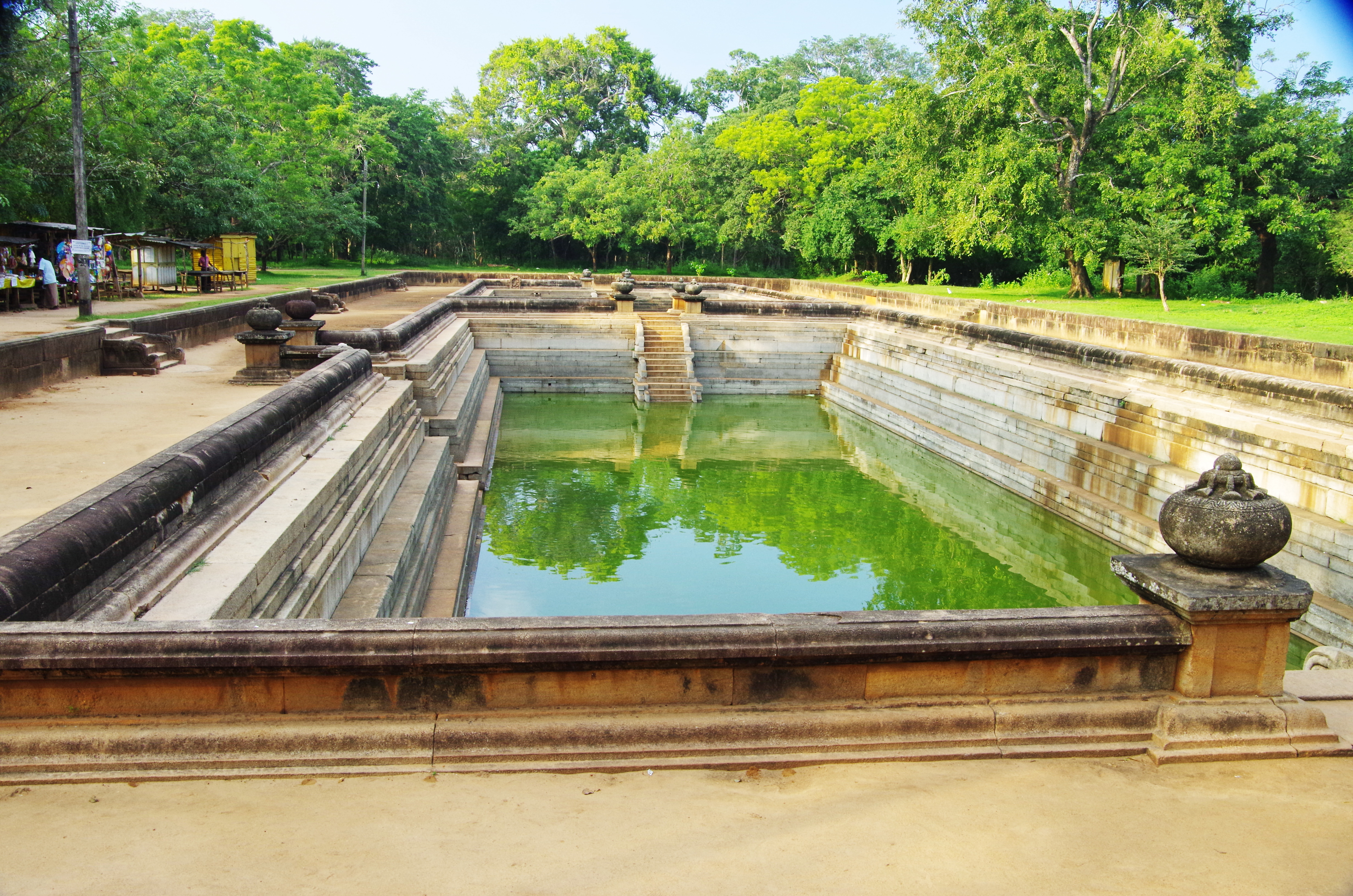
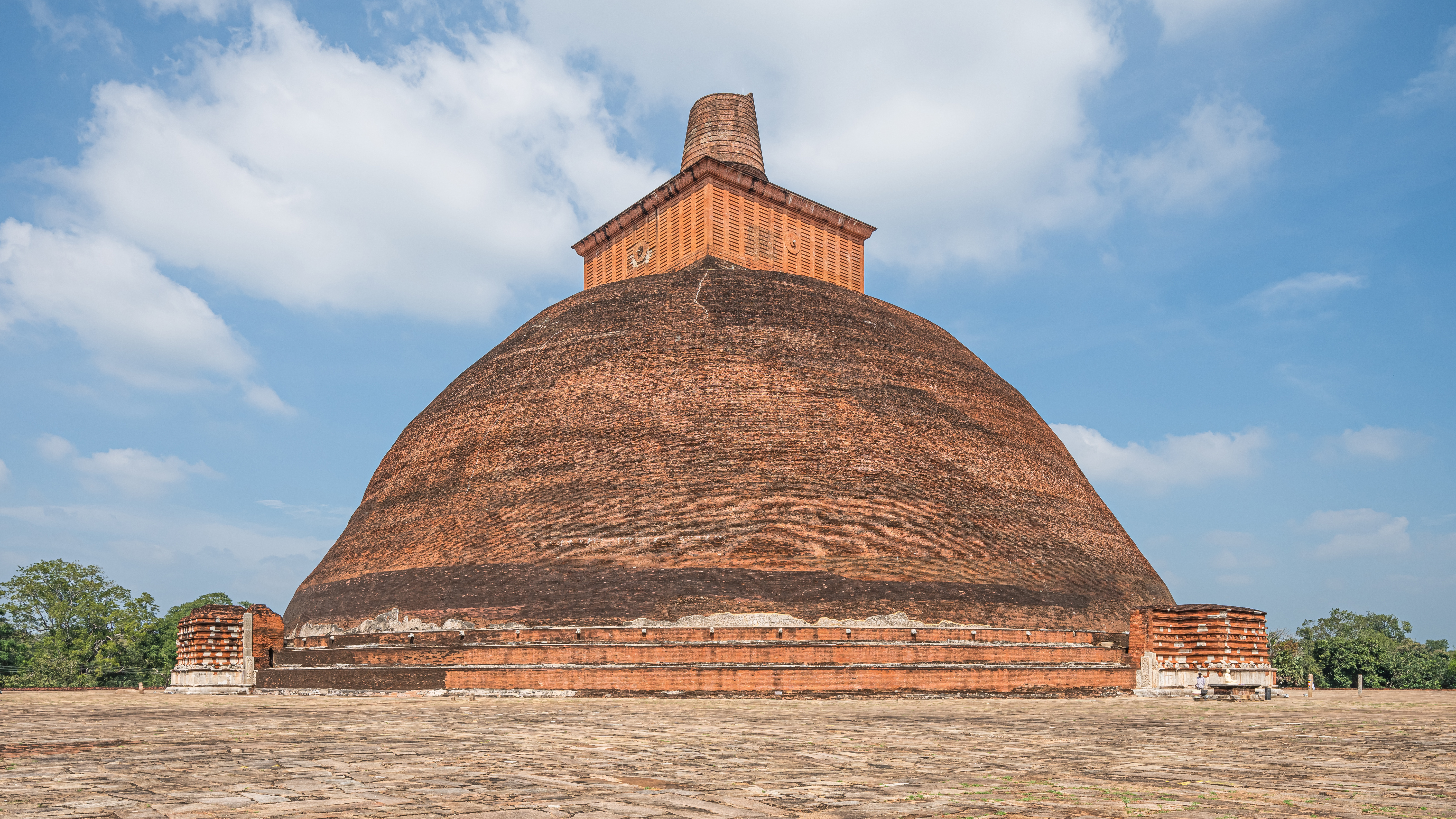
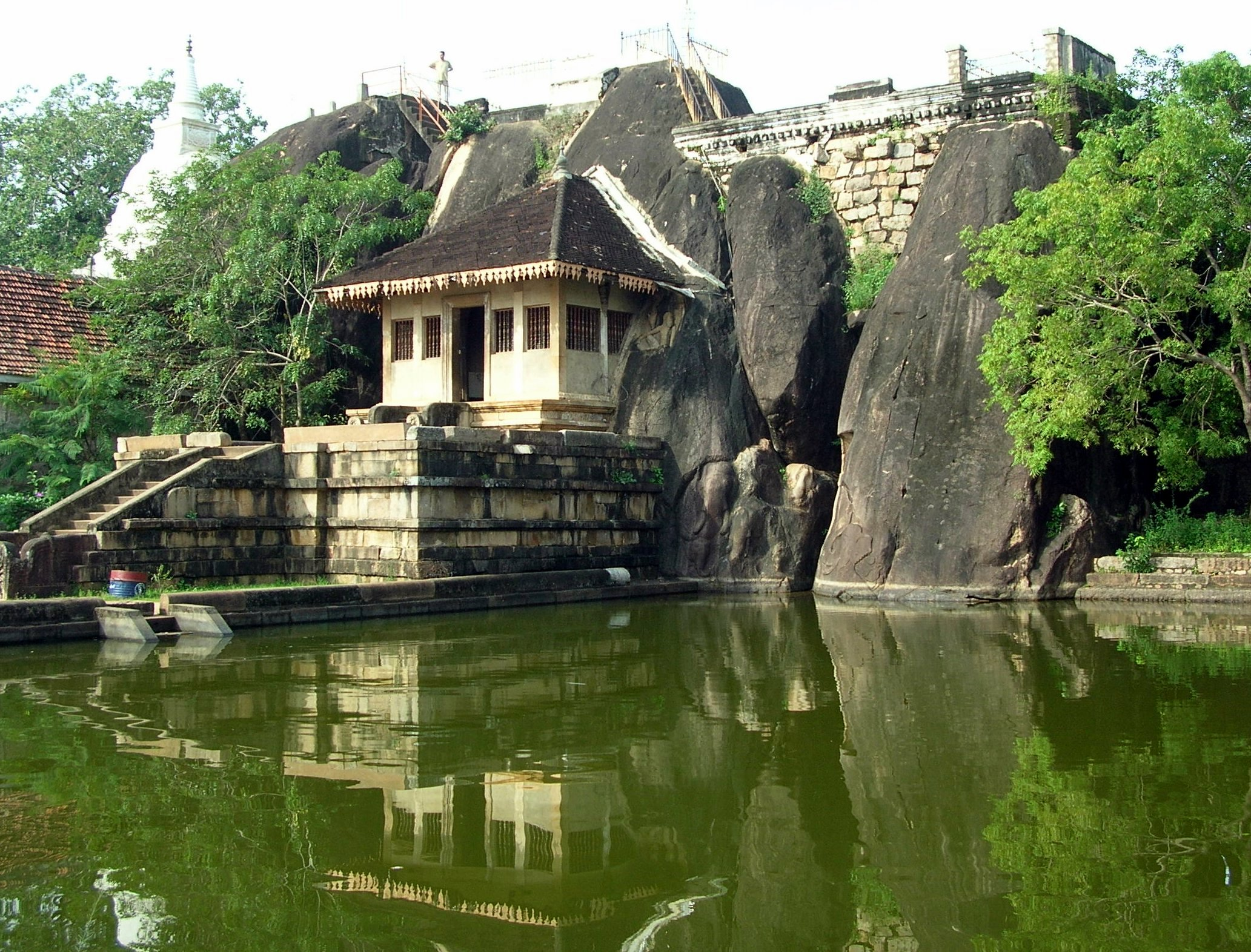
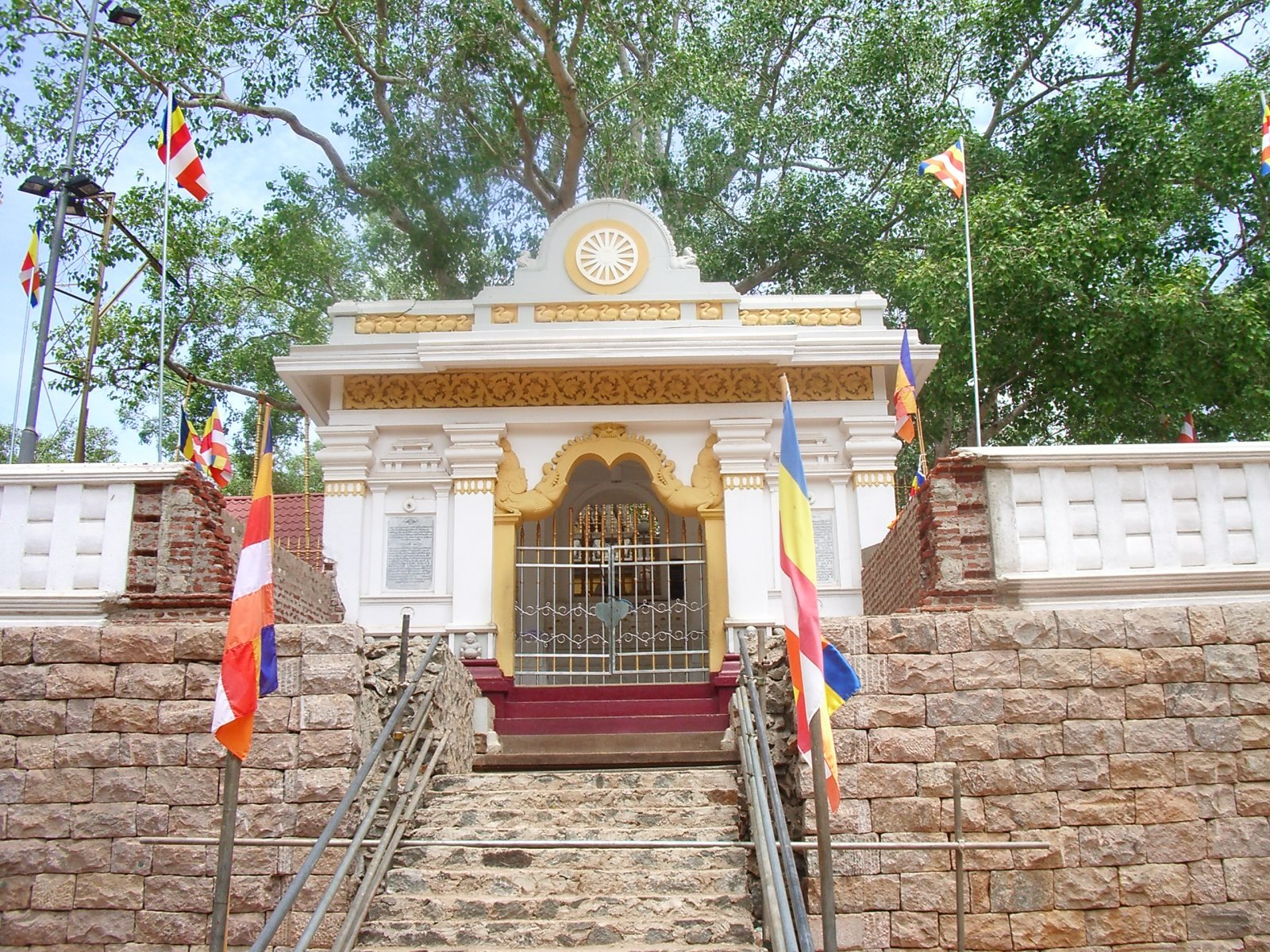